# 佐賀県運転免許試験場

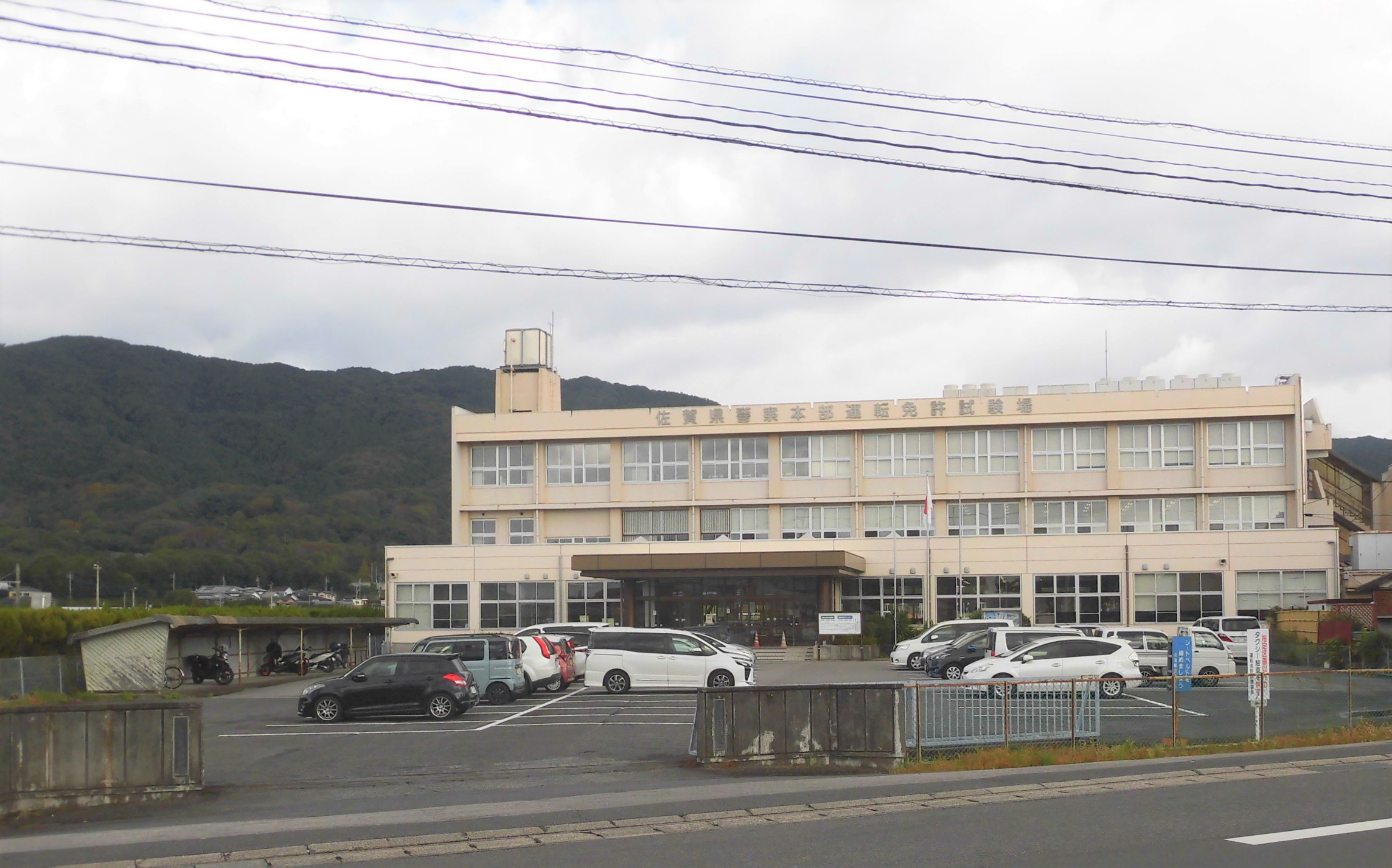
佐賀県運転免許試験場

佐賀県運転免許試験場（さがけんうんてんめんきょしけんじょう）は、佐賀県佐賀市にある佐賀県警察が管理する運転免許試験場。県内唯一の試験場である。
隣接して免許証の更新・再交付手続きを行う佐賀県運転免許センターがある。

## 所在地
- 佐賀市久保泉町大字川久保2269番地

## 交通機関
- 佐賀市営バス 佐賀駅バスセンター（2番のりば）から約40分程、「運転免許センター」で下車。

## 周辺施設
- 佐賀大和インターチェンジ
- 金立サービスエリア
- 金立ハイウェイオアシス（金立公園）